# Метод суперпозиции
Метод суперпозиции — метод решения краевой задачи для линейных обыкновенных дифференциальных уравнений путём преобразования в задачу Коши.

## Описание метода
Основная идея метода суперпозиции заключается в преобразовании граничной задачи для линейных обыкновенных дифференциальных уравнений к двум или нескольким задачам Коши, которые можно решить одним из методов решения задач Коши, например методом Рунге-Кутта. Это преобразование осуществляется путём представления искомого решения {\displaystyle x(t)} в виде линейной суммы {\displaystyle x(t)=x_{1}(t)+C_{1}x_{2}(t)+...+C_{N}x_{N}(t)} нескольких функций {\displaystyle x_{1}(t),x_{2}(t),...x_{N}(t)}, включающей столько неизвестных констант {\displaystyle C_{1},...,C_{N}}, сколько недостаёт начальных условий для приведения к задаче Коши. Затем это представление {\displaystyle x(t)} подставляется в исходное дифференциальное уравнение и в результате получаем систему из {\displaystyle N+1} дифференциальных уравнений. При подстановке представления в условия для границ даёт возможность вычислить начальные условия задачи Коши и неизвестные константы {\displaystyle C_{1},...,C_{N}}.

## Пример
Рассмотрим краевую задачу, определяемую линейным дифференциальным уравнением второго порядка:
{\displaystyle f(t,x,{\frac {dx}{dt}},{\frac {d^{2}x}{dt^{2}}})=r(t)} (1)
и граничными условиями
{\displaystyle x(0)=x_{0},x(1)=x_{1}} (2).
Для приведения краевой задачи к задаче Коши недостаёт одного условия, поэтому представим решение в виде
{\displaystyle x(t)=x_{1}(t)+C_{1}x_{2}(t)} (3)
с одной неизвестной константой {\displaystyle C_{1}}.
Подставив это разложение в (1) получаем:
{\displaystyle [f(t,x_{1},{\frac {dx_{1}}{dt}},{\frac {d^{2}x_{1}}{dt^{2}}})-r(t)]+C_{1}[f(t,x_{2},{\frac {dx_{2}}{dt}},{\frac {d^{2}x_{2}}{dt^{2}}})]=0}
В этом уравнении оба слагаемых должны быть равны нулю.
{\displaystyle f(t,x_{1},{\frac {dx_{1}}{dt}},{\frac {d^{2}x_{1}}{dt^{2}}})=r(t)} (4)
{\displaystyle f(t,x_{2},{\frac {dx_{2}}{dt}},{\frac {d^{2}x_{2}}{dt^{2}}})=0} (5)
Первое граничное условие в (2) принимает вид:
{\displaystyle x_{1}(0)+C_{1}x_{2}(0)=x_{0}},
отсюда вытекает:
{\displaystyle x_{1}(0)=x_{0},x_{2}(0)=0} (6 a, b)
Начальные условия для производной найдем путём дифференцирования (3) в точке 0:
{\displaystyle {\frac {dx(0)}{dt}}={\frac {dx_{1}(0)}{dt}}+C_{1}{\frac {dx_{2}(0)}{dt}}} (7)
Граничные условия для производной можно положить:
{\displaystyle {\frac {dx_{1}(0)}{dt}}=0,{\frac {dx_{2}(0)}{dt}}=1} (8 a, b)
Из (6) получаем:
{\displaystyle {\frac {dx(0)}{dt}}=C_{1}}  (9)
Граничное условие во второй точке имеет вид:
{\displaystyle x_{1}(1)+C_{1}x_{2}(1)=x_{1}}
Из этого уравнения получаем:
{\displaystyle C_{1}={\frac {[x_{1}-x_{1}(1)]}{x_{2}(1)}}}. (10)
Итак, мы получили все начальные данные для задачи Коши. Граничная задача (1), (2) решается следующим образом:
1. Интегрируем уравнение (4) с начальными условиями (6 a), (8 a) от 0 до 1. Получаем {\displaystyle x_{1}(1)}.
2. Интегрируем уравнение (5) с начальными условиями (6 b), (8 b) от 0 до 1. Получаем {\displaystyle x_{2}(1)}.
3. По формуле (10) вычисляем константу {\displaystyle C_{1}}, которая в силу (9) является недостающим начальным значением.
4. По формуле (3) вычисляем решение исходной задачи.